# Svalltjärnen (Jokkmokks socken, Lappland)
Svalltjärnen är en sjö i Jokkmokks kommun i Lappland och ingår i Luleälvens huvudavrinningsområde.